# Ole Bjørn Sundgot
Ole Bjørn Sundgot (Ålesund, 21 marzo 1972) è un allenatore di calcio ed ex calciatore norvegese, di ruolo attaccante.

## Carriera

### Giocatore

#### Club
Sundgot iniziò la carriera nel Molde. Debuttò nella Tippeligaen il 28 aprile 1991, nella sconfitta per 2-0 in casa del Lyn Oslo. Nel 1994 passò allo Hødd, prima di tornare al Molde l'anno successivo. Costituì, assieme a Ole Gunnar Solskjær e Arild Stavrum, il tridente che fu soprannominato tre S-ene (in italiano, le tre S).
Nel 1996, quando Solskjær si trasferì al Manchester United, fu seguito in Inghilterra anche da Sundgot, che firmò però per il Bradford City. L'allenatore Chris Kamara lo schierò in coppia con Robert Steiner e il norvegese segnò 6 reti in 25 incontri di campionato.
Nel 1997, fece ritorno in patria, ancora una volta al Molde. L'anno seguente, passò al Lyn Oslo, all'epoca militante in 1. divisjon. Esordì in squadra il 30 aprile 2000, nella vittoria per 2-0 in casa del Sandefjord. Il 10 maggio arrivò la prima rete, nel 3-0 inflitto allo HamKam.
Nel 2005 firmò per lo Hønefoss. Debuttò il 10 aprile, nel pareggio per 0-0 contro il Follo. Il 24 aprile arrivò la prima rete, nel successo per 4-0 sull'Alta.

#### Nazionale
Sundgot giocò 16 partite per la Norvegia under 21, con 4 reti. Per la selezione maggiore, invece, disputò un unico incontro: il 25 maggio 1995 sostituì Jostein Flo nella vittoria in amichevole per 3-2 contro il Ghana.

### Allenatore
Sundgot fu allenatore dello Hønefoss dal 2008 al 2010.